# Blacktail
Blacktail es un lugar designado por el censo ubicado en el condado de Williams en el estado estadounidense de Dakota del Norte. En el Censo de 2020 tenía una población de 61 habitantes y una densidad poblacional de 41,50 habitantes por km². Fue incluido como CDP en el censo de 2020.

## Geografía
Blacktail se encuentra ubicado en las coordenadas 48°25′58″N 103°44′24″O / 48.43278, -103.74000. Según la Oficina del Censo de los Estados Unidos,  tiene una superficie total de 1,47 km², de la cual 0,86 km² corresponden a tierra firme y 0,61  km² a agua.